# Kyrie (pjesma)
"Kyrie" je bila pjesmom broj 1 iz 1980-ih. Izveo ju je pop-rock sastav Mr. Mister. Nalazila se na njihovom albumu iz 1985. Welcome to the Real World. Objavljena je u zadnjem tromjesečju 1985. godine. Do ožujka 1986. je dosegla vrh Billboardove ljestvice "Hot 100". Na vrhu je ostala dva tjedna. Bila je broj 1 i na Billboardovoj ljestivic Top Rock Tracks jedan tjedan, ujedno i jedini broj 1 ovog sastava na ovoj ljestvici. U Ujedinjenom Kraljevstvu je pjesma najdalje došla do broja 11; bilo je to u travnju 1986. godine.
Prema R. Pageu, cijela ova pjesma je zapravo molitva.